# Karl Kolesch
Karl Kolesch (* 16. April 1860 in Neustadt an der Orla; † 12. Juli 1921 in Halle (Saale)) war ein deutscher Lehrer und Geologe.

## Leben
Nach dem Besuch der Schulen in seiner Heimatstadt legte Karl Kolesch das Abitur am Rutheneum in der reussischen Residenzstadt Gera ab. Danach studierte er Mathematik und Naturwissenschaften an den Universitäten in Jena und Leipzig. In Jena bestand er 1887 die Prüfung für das höhere Lehramt und promovierte im folgenden Jahr. Kolesch wirkte ab 1890 bis zu seinem Tod als Professor der Mathematik und Naturwissenschaften am Jenaer Gymnasium Carolo-Alexandrinum. Er erforschte den Buntsandstein in Ostthüringen und lieferte wichtige Beiträge zur lokalen Stratigraphie der Unteren Trias. Für das Blatt Jena der Geologischen Übersichtskarte 1:200000 kartierte er den Bereich des Unteren und Mittleren Buntsandsteins. 
1898 wurde Karl Kolesch Mitglied der Deutschen Geologischen Gesellschaft.

## Schriften
- Über  die  Grenze  zwischen Unterem  und  Mittlerem  Buntsandstein in Ost-Thüringen. In: Jb. Preuß. Geol. Landesanst. IXXX (1908), Berlin 1909, S. 589–603
- Der  Untere Buntsandstein auf dem Blatte Neustadt (Orla). In: Jb. Preuß. Geol. Landesanst. XXXII (1911), Berlin 1912, S. 219–231
- Beitrag  zur  Stratigraphie des Mittleren Buntsandstein im Gebiet des Blattes Kahla. In: Jb. Preuß. Geol. Landesanst. XL (1919), Berlin 1922, S. 307–382